# Valcorchero y Sierra del Gordo
El Paisaje protegido Monte Valcorchero y Sierra del Gordo es un espacio natural protegido español situado en el término municipal de Plasencia, en la Provincia de Cáceres, Extremadura, en las estribaciones de los Montes de Traslasierra, en la Sierra de Béjar.

## Situación
Se encuentra en la provincia de Cáceres, en el término municipal de Plasencia en las estribaciones de los Montes de Traslasierra, concretamente en la conocida como sierra del Gordo.

## Superficie
Comprende la totalidad del Monte de Utilidad Pública CC-111 y todos sus enclavados. Tiene una superficie de 1184 hectáreas, 56 áreas y 36 centiáreas.

## Flora
Principalmente la zona está poblada por alcornoques que son los que le dan nombre (Valle del Corcho), pero también cuenta con numerosos fresnos, Robles, piruétanos y encinas.
Pues con toda esta protección el ayuntamiento acaba de quitarle 22,73 has para suelo urbanizable, 20 de julio de 2010

## Singularidad
El alto valor estético del “Monte Valcorchero” tiene su razón de ser en un característico relieve abrupto y quebrado, con afloraciones graníticas. Tradicionalmente el monte se ha dedicado tanto a la saca del corcho como a la ganadería extensiva, pese a que las condiciones ecológicas que posee el parque no son en principio óptimas para el buen desarrollo del alcornocal. No obstante se da el caso de que la intensa fracturación natural a la que han sido sometidas las rocas y su posterior alteración hacen que el alcornoque encuentre en estas tierras unas condiciones aptas para su desarrollo, dando lugar a un desarrollo especial de los mismos y a una fisonomía muy particular.

## Monumentos y lugares de interés
Dentro del terreno del parque se encuentran varios monumentos de gran interés como son:
- Santuario de la Virgen del Puerto
- Cueva de Boquique
- Acueducto

## Historia
Durante el año 2001 el ayuntamiento de la ciudad de Plasencia inició los trámites para la creación de un campo de golf en el paraje de Valcorchero, que hasta ese momento había sido una dehesa de propiedad municipal y que servía de lugar de recreo a los vecinos de Plasencia. Ante la alarma social provocada por el temor a perder este valioso enclave natural cercano a la ciudad se creó una coordinadora, "Valcorchero: Protégelo", que estaba integrada por más de 40 asociaciones de diversos ámbitos de la vida placentina, así como por un centenar de personas a título personal. Esta coordinadora presentó la solicitud de declaración de Paisaje Protegido ante el Consejero de Agricultura y Medio Ambiente de la Junta de Extremadura, valorándose otras opciones como la de parque periurbano. Este movimiento ciudadano logró finalmente su propósito el 12 de abril de 2005, con la aprobación del Decreto 82/2005 Valcorchero fue declarado Paisaje Protegido de Extremadura.